# Тотовицький Андрій Олександрович
Андрі́й Олекса́ндрович Тотови́цький (нар. 20 січня 1993, Кричильськ, Сарненський район, Рівненська область, Україна) — український футболіст, півзахисник «Шахтаря», який грає на правах оренди за «Колос». Грав за молодіжну збірну України.

## Клубна кар'єра

### Молодіжні команди
У чемпіонатах ДЮФЛ виступав за київські команди РВУФК і «Динамо». Усього в чемпіонатах ДЮФЛ України провів 54 гри та забив 13 м'ячів.

### «Шахтар»

#### «Шахтар-3»
У сезонах 2010/11 і 2011/12 грав у Другій лізі України за донецький «Шахтар-3» (39 ігор, 8 голів). У чемпіонаті молодіжних команд грав за дублерів донецького «Шахтаря». На рахунку Андрія Тотовицького 29 ігор, 6 забитих м'ячів і бронзова медаль чемпіонату.

#### Оренда в «Іллічівець»

##### Сезон 2013—2014
Із сезону 2013/14 Андрій Тотовицький виступав за маріупольський «Іллічівець». За нього Андрій дебютував 13 липня 2013 року в матчі проти запорізького «Металурга». Не в усіх турах з'являвся на полі. Отримав свою першу жовту картку у 18 турі чемпіонату в матчі з «Металістом». Забив свій перший гол у ворота «Чорноморця» у 23 турі чемпіонату на 68 хвилині. А також відзначався голами у ворота «Говерли», «Шахтаря» та «Таврії».

##### Сезон 2014—2015 (перша частина)
Почав сезон матчем проти луцької «Волині». Відзначився дублем у матчі з «Говерлою». Забивав голи на 38-й і 84-й хвилинах і зміг подарувати клубу нічию. У кубковому матчі проти «Ворскли» відзначився голом уже на 2-й хвилині матчу. Отримав жовту картку в наступному матчі проти того самого клубу. Забив гол у ворота «Олімпіка» на 28-й хвилині. А потім на 40-й хвилині отримав жовту картку. Останній матч за «Іллічівець» зіграв проти того самого «Металурга», проти якого грав дебютний матч.

#### Оренда в «Зорю»

##### Сезон 2014—2015 (друга частина)
Із другої частини сезону 2014—2015 виступав за «Зорю». Дебютував у матчі проти «Олімпіка». А в наступному турі отримав жовту картку в матчі проти «Іллічівця». Відзначився дебютним голом у матчі проти «Чорноморця» на 77-й хвилині. У матчі проти донецького «Металурга» віддав гольову передачу, отримав жовту картку й забив гол. Останній матч у сезоні провів проти запорізького «Металурга».

##### Сезон 2015—2016
Сезон для Андрія почався у 8 турі, у матчі проти дніпропетровського «Дніпра». Перший гол у сезоні забив у чвертьфіналі кубка проти «Волині». У 18 турі чемпіонату забив гол «Чорноморцю», коли виконував подачу з кутового, а також відзначився гольовим пасом. Через два матчі знову забив гол і відзначився гольовим пасом у грі проти «Карпат». На 95-й хвилині півфінального матчу Кубка України проти «Дніпра» відзначився голом зі штрафного в «дев'ятку» від штанги та вивів свій клуб у фінал. У матчі 26 туру чемпіонату проти «Шахтаря» відзначився хет-триком. Матч закінчився з рахунком 3:2 на користь луганців. Брав участь у першому в історії «Зорі» фіналі Кубка України.

#### Оренда в «Кортрейк»
Наприкінці серпня 2016 року став гравцем бельгійського клубу «Кортрейк» на умовах оренди до кінця сезону. Всього зіграв у 21 матчі і забив 5 голів у чемпіонаті Бельгії.

#### Оренда в «Маріуполь»
Влітку 2017 року був відданий в оренду в «Маріуполь» і сезон 2017/2018 провів в складі азовців (22 матчі, 5 голів). Після його завершення повернувся до донецького «Шахтаря».

### «Десна»
У січні 2020 року підписав дворічний контракт із чернігівською «Десною». За оцінкою футбольного експерта Артура Валерка перехід Тотовицького з «Шахтаря» до «Десни» став одним із найкращих трансферів між клубами УПЛ під час зимової перерви сезону 2019/20. Чернігівська команда на той час перебувала серед лідерів Прем'єр-ліги та змагалася з «Динамо» й «Зорею» за друге місце в чемпіонаті України. Дебютував у складі нової команди в матчі проти «Шахтаря» (0:1). У наступній грі проти «Маріуполя», яку «Десна» виграла з разунком 4:0, відзначився «дублем». Загалом до кінця сезону зіграв 12 матчів та забив 4 голи, а «Десна» посіла в підсумку 4-те місце та здобула право на участь у кваліфікації Ліги Європи.
У наступному сезоні 2020/21 був головною зіркою «Десни». Демонструючи видовищну гру та високоякісний дриблінг, за 5 турів до завершення чемпіонату з 9 голами й 5 результативними передачами очолював список найкращих гравців Прем'єр-ліги за системою «гол + пас». Однак, забиваючи у ворота «Олександрії» один із своїх шедевральних голів — ударом п'ятою, Тотовицький травмувався й до кінця чемпіонату на поле не виходив. Наскільки гра чернігівської команди залежала від свого найкращого гравця, показали заключні 5 матчів сезону, що пройшли без участі Тотовицького, у яких «Десна» набрала лише 2 очки з 15 можливих, внаслідок чого опинилася поза першою «п'ятіркою» та провалила завдання вийти до єврокубків. Виступи Тотовицького за «Десну» отримали визнання футбольних експертів, зокрема УПЛ спільно із сайтом Sportarena.com внесла його до списку 33 найкращих футболістів чемпіонату України, а сайт Sport.ua назвав його найкращим футболістом Прем'єр-ліги в сезоні. 21 грудня 2021 року Тотовицький залишив клуб, де зіграв 47 матчів, у яких забив 16 голів та віддав 9 результативних передач.

### «Колос»
У грудні 2021 року Тотовицький уклав трирічний контракт з ковалівським «Колосом». Розмір зарплатні складе 30 тисяч доларів на місяць.

## Статистика
| Сезон     | Команда     | Ліга                | М  | Г  |
| 2010-2011 | «Шахтар-3»  | 2 Ліга              | 13 | 1  |
| 2011-2012 | «Шахтар-3»  | 2 Ліга              | 26 | 7  |
| 2012-2013 | «Шахтар»    | Чемпіонат (дублери) | 29 | 6  |
| 2013-2014 | «Маріуполь» | УПЛ                 | 18 | 5  |
| 2013-2014 | «Маріуполь» | Чемпіонат (дублери) | 11 | 11 |
| 2014-2015 | «Маріуполь» | УПЛ                 | 14 | 3  |
| 2014-2015 | «Зоря»      | УПЛ                 | 9  | 1  |
| 2015-2016 | «Зоря»      | УПЛ                 | 15 | 5  |
| 2016-2017 | «Шахтар»    | УПЛ                 | 1  | 0  |
| 2016-2017 | «Кортрейк»  | Ліга Жупіле         | 21 | 5  |
| 2017-2018 | «Маріуполь» | УПЛ                 | 22 | 5  |
| 2018-2019 | «Шахтар»    | УПЛ                 | 6  | 0  |
| 2019-2020 | «Десна»     | УПЛ                 | 12 | 4  |
| 2020-2021 | «Десна»     | УПЛ                 | 18 | 9  |
| 2021-2022 | «Десна»     | УПЛ                 | 13 | 3  |
| --------- | ----------- | ------------------- | -- | -- |

## Збірна
У 2009 році зіграв 1 матч за юнацьку збірну України (U-19). Потім став грати за молодіжну збірну України, якою став переможцем Кубка Співдружності у 2014 році.

## Нагороди і досягнення

### Командні

#### Збірна
Молодіжна збірна України
 Переможець Кубка Співдружності: 2014

#### Клубний футбол
Шахтар
- Чемпіон України: 2016-17, 2018-19, 2022-23
- Володар Кубка України: 2018-2019
- Фіналіст Суперкубка України: 2018

 Зоря
- Фіналіст Кубка України: 2016